# 優良劈裂介
優良劈裂介（学名：Cletoeythereis major）为粗面介科劈裂介屬下的一个种。